# R.U.L.E.
R.U.L.E. é o sexto álbum de estúdio do rapper Ja Rule, lançado em 8 de novembro de 2004 pela Murder Inc. e Def Jam Recordings. Ele estreou na sétima posição da Billboard 200 e foi certificado como ouro nos EUA pela RIAA.

## Faixas
| #   | Música                                                                 | Duração |
| --- | ---------------------------------------------------------------------- | ------- |
| 1.  | "The Inc Intro"                                                        | 2:20    |
| 2.  | "Last of the Mohicans" (featuring Black Child)                         | 4:24    |
| 3.  | "Wonderful" (featuring R. Kelly & Ashanti)                             | 4:31    |
| 4.  | "What's My Name" (featuring Ashanti)                                   | 4:26    |
| 5.  | "New York" (featuring Fat Joe & Jadakiss)                              | 4:18    |
| 6.  | "Stripping Game" (Skit)                                                | 1:15    |
| 7.  | "The Manual"                                                           | 4:18    |
| 8.  | "Get It Started" (featuring Claudette Ortiz)                           | 4:00    |
| 9.  | "R.U.L.E."                                                             | 3:37    |
| 10. | "True Story" (Skit)                                                    | 0:30    |
| 11. | "Caught Up" (featuring Lloyd)                                          | 4:29    |
| 12. | "Gun Talk" (featuring Black Child)                                     | 4:30    |
| 13. | "Never Thought" (featuring Ashanti)                                    | 4:42    |
| 14. | "Life Goes On" (featuring Trick Daddy & Chink Santana)                 | 4:52    |
| 15. | "Weed" (Skit)                                                          | 1:55    |
| 16. | "Where I'm From" (featuring Lloyd)                                     | 5:11    |
| 17. | "Bout My Business" (featuring Caddillac Tah, Black Child & Young Merc) | 3:39    |
| 18. | "Passion"                                                              | 8:37    |
| 19. | "Better Days (Japanese Bonus Track)"                                   | 4:37    |

| Críticas profissionais                                                      | Críticas profissionais |
| Avaliações da crítica                                                       | Avaliações da crítica  |
| Fonte                                                                       | Avaliação              |
| --------------------------------------------------------------------------- | ---------------------- |
| Allmusic                                                                    | [ 3 ]                  |
| Entertainment Weekly                                                        | (C+)                   |
| HipHopDX.com                                                                | [ 5 ]                  |
| RapReviews.com                                                              | [ 6 ]                  |
| USA Today                                                                   | [ 7 ]                  |
| Esta tabela precisa de ser acompanhada por texto em prosa. Consulte o guia. |                        |

## Paradas musicais
| Parada (2004)                         | Posição topo |
| ------------------------------------- | ------------ |
| U.S. Billboard 200                    | 7            |
| U.S. Billboard Top R&B/Hip-Hop Albums | 3            |
| U.S. Billboard Top Rap Albums         | 3            |
| UK Albums Chart                       | 33           |
| German Albums Chart                   | 44           |
| French Albums Chart                   | 116          |